# División de aviación asalto aéreo
La División de Aviación Asalto Aéreo del Ejército Nacional de Colombia fue activada el 28 de mayo de 2010 en el Fuerte Militar de Tolemaida reuniendo bajo su mando las dos Brigadas de Aviación de Ejército, la brigada de fuerzas especiales y la brigada contra el narcotráfico junto al batallón de operaciones especiales de aviación. Esta unidad operativa mayor se divide en varias unidades más pequeñas acantonadas a nivel nacional y que se encuentran a servicio de otras divisiones y fuerzas de tarea dentro de las fuerzas armadas.
Durante la pasada ceremonia de activación del arma de fuerzas especiales el entonces comandante del ejército anunció la transferencia de la brigada de fuerzas especiales al CCOES como representante del ejército nacional dentro de esa unidad militar la salida del BAOE y la integración a la división de la recién creada brigada contra la minería ilegal (BRCIM).

## Unidades
Brigada de Aviación Ejército No. 25  
- Batallón de Aviación Número 1 “Aviones” (C-208, B200, B300, C212, AN-32, AC90)
- Batallón de Aviación Número 2 “Asalto Aéreo” (UH-60, S-70i)
- Batallón de Aviación Número 3 “Carga y Transporte” (Mi-17)
- Batallón de Aviación Número 4 “Reconocimiento y Escolta” (UH-1N)
- Batallón de Aviación Número 5 “Movimiento Aéreo” (UH-1H II)
- Batallón de Apoyo y Servicios para la Aviación
- Batallón de Entrenamiento y Reentrenamiento de Aviación BETRA

 Brigada de Aviación Ejército No. 32 de Apoyo y Sostenimiento de Aviación >
- Batallón de Mantenimiento de Aviación Número 1 “Aviones”
- Batallón de Mantenimiento de Aviación Número 2 “UH-60”
- Batallón de Mantenimiento de Aviación Número 3 “Mi-17” Mi-17
- Batallón de Mantenimiento de Aviación Número 4 “UH-1”
- Batallón de Abastecimientos y Servicios para la Aviación
- Batallón de Especialistas de Mantenimiento de Aviación

 Brigada de Aviación Ejército No.33 Movilidad y Maniobra 
- Batallón Movilidad y Maniobra de Aviación No. 1
- Batallón Movilidad y Maniobra de Aviación No. 2
- Batallón Movilidad y Maniobra de Aviación No. 3
- Batallón Movilidad y Maniobra de Aviación No. 4
- Batallón Movilidad y Maniobra de Aviación No. 5
- Batallón Movilidad y Maniobra de Aviación No. 6
- Batallón Movilidad y Maniobra de Aviación No. 7
- Batallón Movilidad y Maniobra de Aviación No. 8
- Batallón de Operaciones Especiales de Aviación (BAOEA)

 Brigada Especial Contra el Narcotráfico 
- Batallón Contra el Narcotráfico N.1 "Brigadier General Rodolfo Herrera Luna"
- Batallón Contra el Narcotráfico N.2 "Coyaimas"
- Batallón Contra el Narcotráfico N.3 "Mayor Pedro Solaque Chitiva"
- Batallón Contra el Narcotráfico N.4 "Mayor General Alfredo Bocanegra Navia"
- Batallón De Apoyos De Servicio Contra el Narcotráfico.
- Batallón de acción directa "Teniente Coronel Dixon Giuliano Castrillon Gomez"

 Brigada Especial Contra el Narcotráfico N.2 
- Batallón de Operaciones Terrestres N.8 *
- Batallón de Operaciones Terrestres N.47 *

 Brigada contra la minería ilegal BRCMI 